# Nieuport 15
Le Nieuport 15 était un bombardier français de la Première Guerre mondiale. En raison de ses performances décevantes, il a été déclaré obsolète et n'a jamais été mis en service.

## Conception et développement
Basé sur le Nieuport 14, il sera construit en été 1916 mais le prototype ne sera prêt qu'en novembre.
Le Nieuport 15 était un biplan dit sesquiplane (autrement dit une aile, ici l'aile du dessous, représente une surface 2 fois plus petite que l'autre). Comprenant un empennage redessiné ainsi que des gouvernes en forme de cœur. Propulsé par un moteur de 220 ch Renaud 12F moteur V12.
Pendant les essais, les commandes et le train d'atterrissage n'étaient pas satisfaisants et il a été rapidement abandonné. Dès décembre 1916, il est déclaré obsolète mais les Britanniques lui ont montré un certain intérêt et ont commandé 70 appareils ; mais après d'autres tests qui se sont montrés décevants, la commande fut annulée.

## Caractéristiques

### Caractéristiques générales
- Équipages : 2
- Longueur : 9,6 m
- Envergure : 17 m
- Surface d'ailes : 47,85 m2
- Poids à vide : 1 330 kg
- Poids maximum : 1 900 kg
- Moteur : 1 × Renault 12F moteur V-12 à piston refroidie à l'eau, 160 kW
- Hélices : 2 lames Chauvière 1665, 2,95 m[1]

### Performances
- Vitesse max : 155 km/h
- Endurance : 3 heures
- Plafond : 4 000 m
- Temps pour atteindre altitude : 7 min 20 s pour 1 000 m

### Armement
- Arme : 1 x 7,70 mm Lewis Mark I
- Bombes : 14 bombes anilite calibre 120 mm de 10,0 kg - donc 140 kg au total

### Listes en relation
- Liste des avions militaires de la Premiere Guerre mondiale
- Liste de bombardiers